# Köppelsdorf
Köppelsdorf ist ein Stadtteil von Sonneberg im Landkreis Sonneberg in Thüringen.

## Lage
Köppelsdorf liegt am östlichen Stadtrand von Sonneberg an der Landesstraße 1150 in einem naturnahen ländlichen Raum. Die Bundesstraße 89 ist gut erreichbar. Der Stadtteil besitzt Vorstadtcharakter.

## Geschichte
1317 wurde das Dorf erstmals urkundlich erwähnt.
Im Stadtteil befinden sich mehrere Schulen (staatliche Regelschule, Grundschule, das Elektronische Ausbildungszentrum, Weiterbildung und Umschulung). In der Folge des Baus der Bahnstrecke Sonneberg–Lauscha, in den Jahren 1885 und 1886, siedelten sich in dem Ort mehrere Porzellanfabriken an. Am 1. April 1923 entstand aus den Orten Köppelsdorf, Hüttensteinach und Steinbach die Großgemeinde Köppelsdorf, die am 1. Juli 1950 unter der postamtlichen Bezeichnung Sonneberg 3 nach Sonneberg eingemeindet wurde.
Die evangelisch-lutherische Kirchgemeinde Köppelsdorf sowie die Diakonie der Superintendentur haben ihren Sitz in Steinbach.

## Persönlichkeiten
- Anna Müller (1875–1954), Politikerin (SPD)
- Fritz Richter-Elsner (1884–1970), bildender Künstler in Deutschland
- Gerhard Fickel (1920–1990), Arzt und Abgeordneter der Volkskammer (CDU)
- Reinhard Sommer (* 1921), Gewerkschaftsfunktionär in der DDR